# 1912 Anubis
Az 1912 Anubis (ideiglenes jelöléssel 6534 P-L) a Naprendszer kisbolygóövében található aszteroida. Cornelis Johannes van Houten, Ingrid van Houten-Groeneveld és Tom Gehrels fedezte fel 1960. szeptember 24-én.
A nevét Anubisz egyiptomi istenről kapta.